# Шивр-ан-Ланнуа
Шивр-ан-Ланнуа́ (фр. Chivres-en-Laonnois) — коммуна во Франции, находится в регионе Пикардия. Департамент коммуны — Эна. Входит в состав кантона Гиньикур. Округ коммуны — Лан.
Код INSEE коммуны — 02189.

## Население
Население коммуны на 2010 год составляло 367 человек.
| 1962 | 1968 | 1975 | 1982 | 1990 | 1999 | 2010 |
| ---- | ---- | ---- | ---- | ---- | ---- | ---- |
| 364  | 329  | 320  | 305  | 321  | 339  | 367  |

## Экономика
В 2010 году среди 243 человек трудоспособного возраста (15—64 лет) 181 были экономически активными, 62 — неактивными (показатель активности — 74,5 %, в 1999 году было 66,7 %). Из 181 активных жителей работали 149 человек (87 мужчин и 62 женщины), безработных было 32 (14 мужчин и 18 женщин). Среди 62 неактивных 18 человек были учениками или студентами, 20 — пенсионерами, 24 были неактивными по другим причинам.